# Szabó Pál (ejtőernyős)
Szabó Pál (1938–2001) magyar ejtőernyős élsportoló. Polgári foglalkozása vasesztergályos. A Borsod megyei Magyar Honvédelmi Szövetség (MHSZ) vezetőségének tagja, főelőadó.

## Életpálya
1951-től foglalkozik versenyszerűen ejtőernyőzéssel. 1954-től 1971-ig öt nagy nemzetközi és számtalan klubszintű versenyen, valamint minden  hazai bajnokságon részt vett. 1962-től a miskolci repülőklub tagja, az ejtőernyős bázis parancsnoka, nemzetközi bíró, ejtőernyős szakszolgálati engedéllyel ejtőernyős beugró, oktató. 1965. augusztus 15-én ugrott 1000-ik alkalommal, ő a 6. ezredes az országban. 1966-ig 1180-ik, 1969-ben a 2000-ik ugrás volt mögötte. Ugrásainak száma (1976) 3418. Az aktív ejtőernyőzéstől 1971-ben búcsúzott.
Mottója: A semmibe kilépés, semmivel sem pótolható élmény. Ez a sport valójában akkor kezdődik, ha nem az ernyő viszi az ugrót, hanem az ugró irányítja az ernyőt.

## Sportegyesületei
- Központi Repülő Klub (KRK)
- MHS DVTK Repülő Klub

## Sporteredmények
- 8070 méterről, 2 perc 6 másodperces késleltetéssel országos rekordot ugrott,
- 1960-ban Sáriban a 600 méteres csoportos éjjeli ugrás világrekorder csapat tagja.

23 egyéni és csapatbajnoki eredményt ért el. 11 országos rekord fűződik a nevéhez.
- 1962-ben 8700 méterre módosított csoportos ugrás rekordját beállító csapat tagja.

### Magassági csúcs 8070
1962. május 5-én egy HA-MAE lajstromjelű Il–14-es (az akkor rendelkezésre álló repülőgépekből csak ez volt alkalmas ilyen magasságba emelkedni) Malév repülőgép – pilóta Kapitány István – segítségével a Nyíregyházi repülőtérről indult a csúcsbeállító csapat tagjaként. Az ugrás tagjai tapasztalt ejtőernyősök voltak:  Aradi András, Bakos István, H. Nagy Imre, Kovács György, Miklós László, Mészáros József, Pozsonyi Imre, Rónai Mihály és Szabó Pál. Ugrás közben speciális ruházatot, oxigénpalackot és légzőkészüléket is viseltek. Ugrás után másodpercenként 75-80 métert zuhantak, 120 másodperces zuhanás után nyitottak ernyőt.  A végrehajtott magassági csúcsbeállítás 8070 méter volt (-45 C fok), amivel megdöntötték az addigi magassági rekordnak számító 6270 métert. Magyarországon egyedülálló teljesítmény, amit 2012-ig nem döntöttek meg.

### Világbajnokság
- A VIII. Ejtőernyős Világbajnokságot 1968. augusztus 9.  és augusztus 25. között NDK-ban, Lipcsében rendezték, ahol a magyar férfi válogatott további tagjai: Hüse Károly, Pataki László, Samu Ferenc, Szeder Ferenc és Ullaga András mellett a válogatott tartaléka lett.

### Magyar bajnokság
- A XII. Magyar Ejtőernyős Bajnokságot 1965. augusztus 25. és augusztus 31. között Hajdúszoboszlón tartották, ahol
  - az 1000 méteres férfi egyéni célba ugrás ezüstérmese,
  - az 1000 méteres csapat célba ugrásban a Központi Repülő Klub (KRK) III. csapatával ezüstérmes,

## Szakmai sikerek
A Magyar Népköztársaság I. osztályú ejtőernyős versenyzője.
1976. januárban a Nemzetközi Repülő Szövetség (franciául: Fédération Aéronautique Internationale) (FAI) aranykoszorús érmet (három gyémánttal), valamint igazoló oklevelet adott részére. (1976-ban három ejtőernyős rendelkezett ezzel az elismerő címmel.)
Az aranykoszorús elismerést a következő teljesítményért kapta:
- öt éjszakai célbaugrás 1000 méterről,
- három vízi célbaugrás 800 méterről, 8 másodpercen belüli célmegérintéssel,
- öt 4000 méteres zuhanó ugrás 60 másodperces késleltetéssel, 3 méteren belüli célérintéssel,
- 16 másodpercen belül végrehajtott 20 stílusugrás figura,